# Кекеш
Кекеш (на унгарски: Kékes) е най-високата планина в Унгария. Извисява се на 1014 метра над морското равнище и се намира на 12 километра североизточно от Дьондьош в планинския масив Матра, област Хевеш. Това е третата най-популярна туристическа дестинация в Унгария след езерото Балатон и река Дунав. Има изградени множество хотели и ски писти. На върха се извисява и 176 метрова телевизионна кула.
Името кекеш произлиза от унгарското „kék“, което означава син, а „Kékes“ се превежда като синеещ.
През планината преминават множество туристически маршрути и е привлекателна за изкачване от колоездачи. Колоездачната обиколка на Унгария често има етапи преминаващи през нея или завършващи на върха поради липсата на други големи планини в страната.